# Marco Montoya
Carlos Eduardo Rodríguez Montoya (Mar del Plata,3 de mayo de 1944), conocido artísticamente como Marco Montoya o simplemente Marquito, es un cantautor argentino de pop de larga trayectoria, destacándose como compositor en el medio internacional, por sus canciones a las cual ha contribuido, volviendo éxito a muchos artistas y a él mismo. 
Sus canciones han sido interpretadas por renombradas figuras:
- José Luis Rodríguez («Cuánto te quiero», «Agua bendita»).
- Valeria Lynch («Como una loba»).
- Rodrigo («De enero a enero», «De profesión: tu amante»).
- Luciana («Quiero tu vida», «La avenida de los tilos»), entre otros.[2]

## Biografía
Marco Montoya nació en Mar del Plata (provincia de Buenos Aires). Su primera pasión fueron los deportes, en especial el atletismo y el patinaje, disciplinas en las que se destacó, ganando varias medallas y trofeos. Pero pronto la música, como cantante y compositor, comenzó a ganarle terreno al deporte.
Cantó en orquestas de su ciudad natal con el nombre artístico Marquito, y tras participar en distintos festivales como autor e intérprete, llegó a Buenos Aires en 1970 contratado por el sello EMI Odeón.

## Discografía (parcial)
Entre sus canciones destacadas, tenemos "Gracias mi amor por todo lo vivido", "La historia de un muchacho que te quería", "Extraño todo aquello que era mío", "de enero a enero", "como una loba".
Destacándose como compositor y letrista de Artistas latinoamericano reconocidos internacionalmente. 

### Álbumes
- Gracias, mi amor (EMI Odeón, 1971).
- Marco (EMI Odeón).
- Sonríe (EMI Odeón).
- Realidad (RCA Victor).

### Singles
- Yo tengo que empezar
- Sus ojos se cerraron (versión melódica del tango de Gardel y Le Pera).
- Me permito aconsejarte, corazón.
- Gracias mi amor por todo lo vivido
- Extraño todo aquello que era mío
- Yo soy el macho
- Un muchacho que te quería
- De enero a enero

Su mayor éxito fue "Dos líneas paralelas" de 1977. 
En los 90 grabó el tema Sol Negro, con el nombre artístico de Montoya